# Wereldkampioenschappen shorttrack 2023
De wereldkampioenschappen shorttrack 2023 werden van 10 tot en met 12 maart 2023 georganiseerd in de Mokdong Ice Rink te Seoel, Zuid-Korea. 

## Medailles

### Mannen
| Onderdeel | Goud                                                 | Goud     | Zilver                                                                  | Zilver   | Brons                                                            | Brons    |
| --------- | ---------------------------------------------------- | -------- | ----------------------------------------------------------------------- | -------- | ---------------------------------------------------------------- | -------- |
| 500m      | Pietro Sighel                                        | 41,166   | Steven Dubois                                                           | 41,223   | Jens van 't Wout                                                 | 41,243   |
| 1000m     | Park Ji-won                                          | 1.27,741 | Stijn Desmet                                                            | 1.27,974 | Steven Dubois                                                    | 1.28,069 |
| 1500m     | Park Ji-won                                          | 2.17,792 | Pietro Sighel                                                           | 2.17,898 | Pascal Dion                                                      | 2.17,986 |
| Aflossing | China Li Wenlong Lin Xiaojun Liu Guanyi Zhong Yuchen | 7.04,412 | Italië Andrea Cassinelli Tommaso Dotti Pietro Sighel Luca Spechenhauser | 7.04,484 | Zuid-Korea Hong Kyung-Hwan Lee June-seo Lim Yong-jin Park Ji-won | 7.04,884 |

### Vrouwen
| Onderdeel | Goud                                                                        | Goud     | Zilver                                                        | Zilver   | Brons                                                                 | Brons    |
| --------- | --------------------------------------------------------------------------- | -------- | ------------------------------------------------------------- | -------- | --------------------------------------------------------------------- | -------- |
| 500m      | Xandra Velzeboer                                                            | 41,977   | Suzanne Schulting                                             | 42,450   | Selma Poutsma                                                         | 42,567   |
| 1000m     | Xandra Velzeboer                                                            | 1.29,361 | Choi Min-jeong                                                | 1.29,679 | Courtney Sarault                                                      | 1.29,794 |
| 1500m     | Suzanne Schulting                                                           | 2.31,349 | Choi Min-jeong                                                | 2.31,448 | Kim Boutin                                                            | 2.31,575 |
| Aflossing | Nederland Selma Poutsma Suzanne Schulting Yara van Kerkhof Xandra Velzeboer | 4.09,056 | Zuid-Korea Choi Min-jeong Kim Geon-hee Kim Gilli Shim Suk-hee | 4.09,151 | Canada Kim Boutin Claudia Gagnon Courtney Sarault Renée Marie Steenge | 4.09,372 |

### Gemengd
| Onderdeel | Goud                                                                    | Goud     | Zilver                                         | Zilver   | Brons                                                                   | Brons    |
| --------- | ----------------------------------------------------------------------- | -------- | ---------------------------------------------- | -------- | ----------------------------------------------------------------------- | -------- |
| Aflossing | Nederland Teun Boer Suzanne Schulting Jens van 't Wout Xandra Velzeboer | 2.41,646 | China Gong Li Li Wenlong Lin Xiaojun Zang Yize | 2.41,821 | Italië Andrea Cassinelli Arianna Sighel Pietro Sighel Arianna Valcepina | 2.41,907 |

### Medailleklassement
| Plaats | Land       | Goud | Zilver | Brons | Totaal |
| 1      | Nederland  | 5    | 1      | 2     | 8      |
| 2      | Zuid-Korea | 2    | 3      | 1     | 6      |
| 3      | Italië     | 1    | 2      | 1     | 4      |
| 4      | China      | 1    | 1      | 0     | 2      |
| 5      | Canada     | 0    | 1      | 5     | 6      |
| 6      | België     | 0    | 1      | 0     | 1      |
| Totaal | Totaal     | 9    | 9      | 9     | 27     |

Wereldkampioenschap shorttrack (individueel)

Champaign 1976 · 
Grenoble 1977 · 
Solihull 1978 · 
Quebec 1979 · 
Milaan 1980 · 
Meudon 1981 · 
Moncton 1982 · 
Tokio 1983 · 
Peterborough 1984 · 
Amsterdam 1985 · 
Chamonix 1986 · 
Montreal 1987 · 
St. Louis 1988 · 
Solihull 1989 · 
Amsterdam 1990 · 
Sydney 1991 · 
Denver 1992 · 
Peking 1993 · 
Guildford 1994 · 
Gjövik 1995 · 
Den Haag 1996 · 
Nagano 1997 · 
Wenen 1998 · 
Sofia 1999 · 
Sheffield 2000 · 
Jeonju 2001 · 
Montreal 2002 · 
Polen 2003 · 
Göteborg 2004 · 
Peking 2005 · 
Minneapolis 2006 · 
Milaan 2007 · 
Gangneung 2008 · 
Wenen 2009 · 
Sofia 2010 · 
Sheffield 2011 · 
Shanghai 2012 · 
Debrecen 2013 · 
Montreal 2014 · 
Moskou 2015 · 
Seoel 2016 · 
Rotterdam 2017 · 
Montreal 2018 ·
Sofia 2019 ·
Seoel 2020 ·
Dordrecht 2021 ·
Montreal 2022 ·
Seoel 2023 ·
Rotterdam 2024 ·
Peking 2025
Wereldkampioenschap shorttrack (teams)

Seoul 1991 · 
Nobeyama 1992 · 
Boedapest 1993 · 
Cambridge 1994 · 
Zoetermeer 1995 · 
Lake Placid 1996 · 
Seoel 1997 · 
Bormio 1998 · 
St. Louis 1999 · 
Den Haag 2000 · 
Nobeyama 2001 · 
Milwaukee 2002 · 
Boedapest 2003 · 
Sint-Petersburg 2004 · 
Chuncheon 2005 · 
Montreal 2006 · 
Boedapest 2007 · 
Harbin 2008 · 
Heerenveen 2009 · 
Bormio 2010 · 
Warschau 2011
Wereldkampioenschappen shorttrack junioren

Seoel 1994 ·
Calgary 1995 ·
Courmayeur 1996 ·
Marquette 1997 ·
Saint Louis 1998 ·
Montreal 1999 ·
Székesfehérvár 2000 ·
Warschau 2001 ·
Chuncheon 2002 ·
Boedapest 2003 ·
Peking 2004 ·
Belgrado 2005 ·
Miercurea Ciuc 2006 ·
Mladá Boleslav 2007 ·
Bozen 2008 ·
Sherbrooke 2009 ·
Taipei 2010 ·
Courmayeur 2011 ·
Melbourne 2012 ·
Warschau 2013 ·
Erzurum 2014 ·
Osaka 2015 ·
Sofia 2016 ·
Innsbruck 2017 ·
Tomaszów Mazowiecki 2018 ·
Montreal 2019 ·
Bormio 2020 ·
Salt Lake City 2021 ·
Gdańsk 2022 ·
Dresden 2023 ·
Gdańsk 2024 ·
Calgary 2025